# Al Salamah
M/Y Al Salamah är en megayacht tillverkad av både Howaldtswerke-Deutsche Werft (HDW) och Lürssen i Tyskland. Hon sjösattes 1999 och levererades senare till den saudiska staten i syfte att användas av den saudiska kungligheten, kronprinsen Sultan bin Abdul Aziz. Han avled i oktober 2011 och fartyget lades upp till försäljning 2013 men ingen var villig att köpa den. Saudiska staten valde då ge bort megayachten till Bahrain och dess kronprins Salman bin Hamad bin Isa Al Khalifa som en gåva, den är dock fortfarande under saudisk flagg.
Al Salamah designades både exteriört och interiört av Terence Disdale. Megayachten är omkring 139 meter lång och har en kapacitet på 40 passagerare. Den har en besättning på mellan 94 och 96 besättningsmän samt minst en helikopter.